# Hitachi Consulting
Die Hitachi Consulting Corporation (kurz: HCC) ist eine weltweit tätige Management- und Technologieberatungsfirma mit Sitz in Dallas, Texas. Sie wurde im Jahr 2000 als Tochter des japanischen Elektronikkonzerns Hitachi gegründet und beschäftigt in ihren Niederlassungen in den USA, Japan, Großbritannien, Spanien, Portugal und Deutschland über 2.000 Mitarbeiter.

## Geschichte
Seit der Gründung des Unternehmens durch die Übernahme der Beratungssparte von Grant Thornton im November 2000 ist Hitachi Consulting sowohl organisch als auch anorganisch stark gewachsen. Zu den Akquisitionen gehören WaveBend Solutions von BDO Seidman (Juni 2001), Tactica Technology (November 2001), Aspirity (April 2004), Dove Consulting (August 2005), Impact Plus durch Hitachi Consulting UK (April 2007), Iteration2 (Juni 2007) und JMN Associates (März 2008). Nach der Auflösung von Arthur Andersen, schlossen sich im Juni 2002 zudem 23 Partner und 370 Berater von Andersen Business Consulting dem Unternehmen an.
Die amerikanischen Niederlassungen firmieren erst seit Mai 2003 unter dem Namen Hitachi Consulting. Die japanische Hitachi Gesellschaft Exsurge wurde im April 2006 entsprechend umbenannt.
Hitachi Consulting Europe (HCE) wurde im März 2006 durch Niederlassungen in Großbritannien, Spanien und Portugal gegründet. Im Januar 2007 folgte die deutsche Dependance Hitachi Consulting Germany (HCG) in Dreieich bei Frankfurt am Main. Daneben existiert seit November 2005 ein Global Solution Center in Indien.

## Firmenprofil
Das Unternehmen steht im Wettbewerb mit Beratungsfirmen wie Accenture, BearingPoint oder Deloitte und ist somit in einer Vielzahl von Branchen und Themen aufgestellt. Dazu bietet das Unternehmen u. a. Lösungen in den Bereichen Corporate Management, Customer and Channel, Strategic Technology und Supply Chain.
Zu den Kunden zählen 35 % der Fortune 100 Unternehmen und 25 % der Global 100. Strategische Allianzen bestehen mit Microsoft (Gold Certified Partner), Oracle (Certified Advantage Partner), SAP (Services Alliance Partner), Lawson und Hyperion.